# Miguel Atwood-Ferguson
Miguel Atwood-Ferguson (* um 1975 in Topanga) ist ein US-amerikanischer Musiker (Geige, Bratsche, Cello, Arrangement, Komposition).

## Leben und Wirken

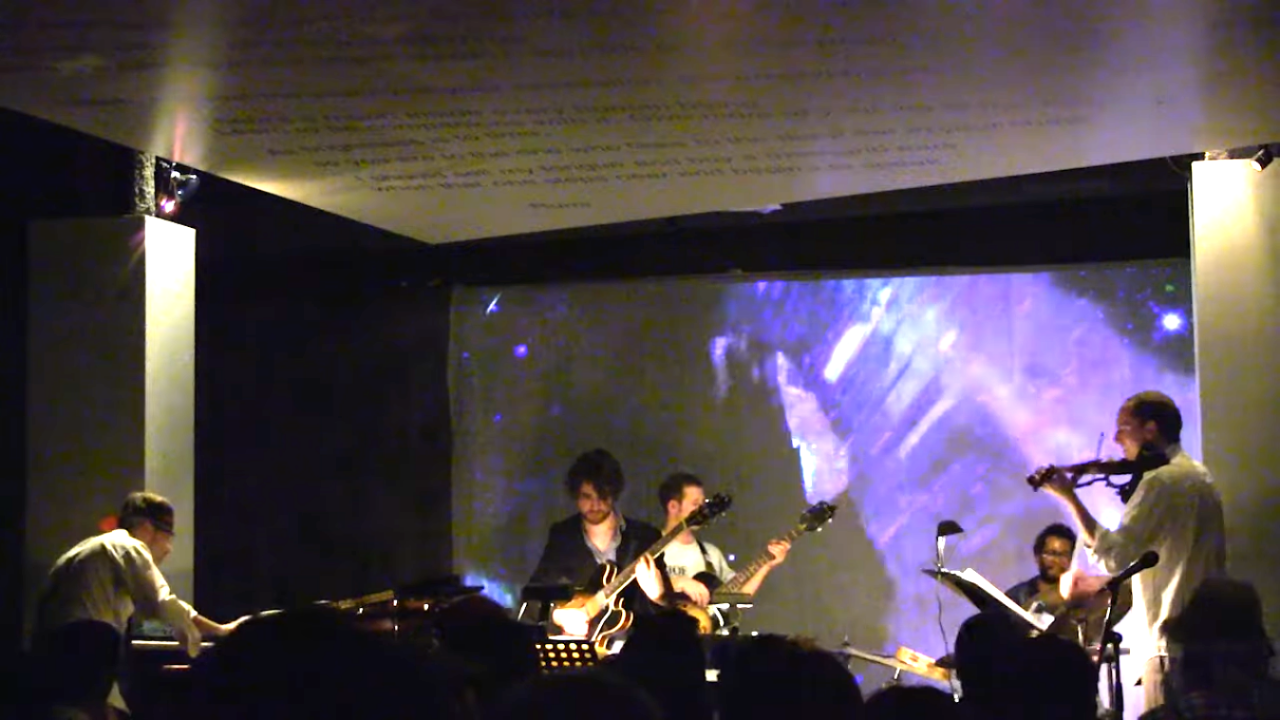
Miguel Atwood-Ferguson (rechts) mit seinem Ensemble im Blue Whale in Los Angeles (2014)

Atwood-Ferguson wuchs in Topanga auf, einem Künstlerviertel im Westen von Los Angeles. Mit vier Jahren begann er mit dem  Geigenunterricht, trat während seiner Jugendzeit in einem Schulorchester auf und komponierte mit zehn Jahren sein erstes symphonisches Stück. Mit zwölf Jahren wechselte er zur Bratsche und beschäftigte sich weiterhin mit klassischer Musik, während er sich zunehmend für Rockmusik, Soul, Hip-Hop, Jazz und andere Genres interessierte. Er war in Beiträgen zu sehen, die auf dem Disney Channel und im öffentlichen Fernsehen von Los Angeles ausgestrahlt wurden; seine erste professionelle Aufnahmesession war für ein Rap-Album des Basketballstars Kobe Bryant, das jedoch verworfen wurde. Atwood-Ferguson präsentierte ein Bratschenkonzert mit dem Titel „In Memoriam of Love Lost“ für sein Abschlussprojekt als Oberstufenschüler an der Crossroads School for Arts & Science. Anschließend studierte er an der University of Southern California, wo er einen Abschluss in Bratschenspiel absolvierte.
Im Laufe seiner Karriere hat Atwood-Ferguson an über 500 Aufnahmen mitgewirkt und für Fernsehen und Film mit Musikern wie Ray Charles, Flying Lotus (Cosmogramma), Dr. Dre, Mary J. Blige, Bilal, Seu Jorge und Thundercat (It Is What It Is) gearbeitet, etwa als Produzent, Komponist, Dirigent, Arrangeur, Gruppenleiter, Kurator und Multiinstrumentalist. Zu seinen Kooperationspartnern gehörten auch Kamasi Washington, Ryuichi Sakamoto, The Roots, Ravi Coltrane, Robert Glasper, Makaya McCraven, Bebel Gilberto, Josh Johnson und Wadada Leo Smith. Darüber hinaus hat er im Fernsehen Künstlerinnen wie Rihanna, Christina Aguilera und Lady Gaga begleitet. Seine langjährige Zusammenarbeit mit dem Schlagzeuger/Elektroniker/Produzenten Carlos Niño führte zu vier Alben im Musikensemble Build an Ark und 2007 zum Duo-Projekt Fill the Heart Shaped Cup. 2018 nahmen die beiden das Album Chicago Waves live im Co-Prosperity Sphere auf.
Atwood-Ferguson arbeitete ab 2007 an einem Orchester-Projekt, für das er die Musik des 2006 verstorbenen, einflussreichen Hip-Hop-Produzenten J Dilla für das Album Suite for Ma Dukes arrangierte und Einflüsse der Musik von Maurice Ravel, Bach oder Debussy verarbeitete. Des Weiteren wirkte Atwood-Ferguson mit einer Reihe von Produzenten elektronischer Musik, darunter Gaslamp Killer und Natureboy Flako. Außerdem war er an der Filmmusik von Marvel’s Luke Cage (2016), Diana (2013) und Other Halves (2015) beteiligt.
Im Bereich des Jazz war er laut Tom Lord zwischen 20072 und 2023 an 13 Aufnahmesessions beteiligt, u. a. mit Alex Cline, Kandace Springs, Dwight Trible (Mothership), Josh Nelseon, Sandra Booker und Shabaka Hutchings (Perceive Its Beauty, Acknowledge Its Grace, 2024). Ende 2023 veröffentlichte er sein erstes Album unter eigenem Namen auf Brainfeeder, Les Jardins Mystiques Vol. 1, mit mehr als 50 Titeln mit einer Vielzahl von Musikern (darunter Ambrose Akinmusire, Bennie Maupin, Kamasi Washington, Austin Peralta, Jeff Parker, Marcus Gilmore), das sich über dreieinhalb Stunden erstreckt. Er lebt in Los Angeles.

## Diskographische Hinweise
- Mochilla Presents Timeless: Suite for Ma Dukes - The Music of James "J Dilla" Yancey (2010)
- Vardan Ovsepian, Miguel Atwood-Ferguson, Artyom Manukyan:  Chromaticity (2012)-
- Makaya McCraven: Universal Beings (International Anthem Recording 2018)